# Eutrepsia striatus
Eutrepsia striatus là một loài bướm đêm trong họ Geometridae.